# اورتونا دی مارسی
اورتونا دی مارسی (به ایتالیایی: Ortona dei Marsi) یک کومونه در ایتالیا است که در استان لاکویلا واقع شده‌است.

## خصوصیات
اورتونا دی مارسی ۵۲٫۴۸ کیلومترمربع مساحت و ۷۳۷ نفر جمعیت دارد و ۱٬۰۵۸ متر بالاتر از سطح دریا واقع شده‌است.

## خواهرخوانده
شهر Sauvigny-les-Bois خواهرخواندهٔ اورتونا دی مارسی هست.